# Dichiarazione di Helsinki
La Dichiarazione di Helsinki fu sviluppata dalla Associazione Medica Mondiale (AMM o WMA), come un insieme di principi etici riguardanti tutta la comunità medica, per ciò che concerne la sperimentazione umana. È quindi considerata la pietra angolare dell'etica della ricerca umana (WMA 2000, Bošnjak 2001, Tyebkhan 2003), sebbene non possegga strumenti di impegno legale nella legislatura internazionale.
L'autorevolezza detenuta da tale regolamento è funzione dalla maggior o minor codifica o influenza nelle legislazioni e regolamenti nazionali o regionali (Human and Fluss 2001), che come si vedrà non sempre è presente. Comunque fornisce linee guida sia a livello teorico che pratico.
Le divergenze più evidenti sono sull'uso del placebo per cui la Food and Drug Administration (FDA) riconosce solo la terza revisione, mentre la Commissione Europea riconosce solo la quarta (vedi sotto).
Il suo ruolo è stato descritto in un forum brasiliano (2000) con queste parole: "Anche se la dichiarazione di Helsinki coinvolge la comunità medica, è da considerare proprietà dell'umanità intera" (Human and Fluss 2001).
D'altro canto alcuni autori affermano: "sebbene la Dichiarazione non sia un documento che impegni legalmente la legge internazionale, non si può esagerare la sua influenza sull'etica medica e sulle regole nazionali per la ricerca biomedica" ("though [the Declaration] is not a legally binding instrument under international law [its] influence on medical ethics and national regulations on biomedical research cannot be overstated"

## Antecedenti
La dichiarazione fu adottata originariamente nel giugno del 1964 ad Helsinki, Finlandia, e subì sei revisioni e 2 chiarificazioni, con un'importante crescita in peso, passando quindi da 11 ad oltre 30 paragrafi. La dichiarazione è un documento basilare nella storia dell'etica nella ricerca ed è il primo sforzo importante della comunità medica per autoregolarne la stessa; esso forma anche la base per la maggior parte degli scritti successivi.
Prima del codice di Norimberga promulgato nel 1947 non esisteva alcun codice che regolasse gli aspetti etici della ricerca umana, sebbene alcune nazioni, principalmente Germania e Russia, possedessero leggi a livello nazionale. È importante ricordare che il codice di Norimberga è stato creato da un tribunale militare al termine del processo ai dottori, in inglese Doctors' Trials.
La Dichiarazione sviluppò i primi dieci principi indicati nel Codice di Norimberga, e li riportò nella Dichiarazione di Ginevra dell'Associazione Medica Mondiale (1948), una dichiarazione di doveri etici per i medici.

La Dichiarazione riflette i cambiamenti nella pratica medica dal termine sperimentazione umana, usato nel codice di Norimberga. Un evidente cambiamento rispetto a Norimberga fu il mitigare le condizioni per il consenso, assolutamente essenziali e restrittive nel codice del 1947. Attualmente i medici devono chiedere per ottenere il consenso, e qualora non disponibile, devono ottenere il consenso di un prossimo, fosse anche, ad esempio, un tutore legale (articolo II.1).

## Prima revisione o revisione di Tokyo (1975)
La revisione del 1975, lunga almeno il doppio rispetto all'originale, ha introdotto:
- Il concetto di supervisione da parte di un comitato indipendente (Articolo I.2) che è divenuto il sistema dei comitati etici negli USA (IRB) e di quelli esistenti in altri stati (Riis 1977). Negli USA il regolamento che governa i comitati etici è entrato in funzione nel 1981 ed è attualmente inserito nel Common rule.
- Il consenso informato fu sviluppato successivamente, reso più prescrittivo e parzialmente spostato dalla Medical Research Combined with Professional Care, alla prima sezione (Basic Principles):
- L'obbligo di fornire le prove per la mancata richiesta del consenso fu addossato al ricercatore.
- Il tutore fu sostituito con parente responsabile.
- Si è voluto dare supremazia al primato dell'individuo rispetto al primato della società (Articolo 1.5).
- Furono inseriti concetti di etica nel pubblicare i dati (articolo 1.8).
- Ogni manovra sperimentale doveva essere paragonata con la miglior disponibile cura come comparazione (Articolo 1.5).
- Il documento era anche neutrale dal punto di vista dei sessi.
- Il documento segnalava la necessità di attenzione per salvaguardare gli animali e l'ambiente.
- I protocolli sperimentali dovevano esplicitare la loro adesione alla dichiarazione (articolo 1.12)

## Seconda revisione o revisione di Venezia (1983)
Le revisioni successive, la seconda e la terza, furono relativamente minori, cosicché fu la prima (1975) a governare effettivamente la ricerca per circa un quarto di secolo.

La seconda revisione incluse la ricerca del consenso del minore, quando possibile.

## Terza revisione o revisione di Hong Kong(1989)
La terza revisione (1989) sviluppò ulteriormente la funzione e la struttura di un comitato etico. Tuttavia dal 1982 in poi, la dichiarazione non fu la sola guida universale, in quanto il "Council for International Organizations of Medical Sciences (CIOMS)" e l'Organizzazione mondiale della sanità (OMS) svilupparono le proprie Linee guida.

## Quarta revisione o revisione di Somerset West, Sud Africa (1996)

### Contesto
Nel 1994 fu pubblicato lo studio 076 (Study 076) dell'AIDS Clinical Trials Group (ACTG) sull'azidotimidina (AZT o Zidovudina) per prevenire la trasmissione materno-fetale dell'HIV (Connor et alii, 1994). Si trattò di un trial con gruppo di controllo con placebo, che mostrò una riduzione di quasi il 70% del rischio di trasmissione, e la Zidovudina divenne "de facto" lo standard della cura.

Successivamente furono iniziati trials per sperimentare farmaci meno costosi, con: zidovudina in regimi meno costosi che lo standard 076, vitamina A, lavaggio vaginale intrapartum, immunoglobuline anti HIV. In 2 studi effettuati negli USA (finanziati dal Centers for Disease Control and Prevention statunitense o dal National Institutes of Health) i pazienti avevano un accesso libero alla zidivudina o ad altri antiretrovirali. In 15 di 16 studi effettuati nei paesi in via di sviluppo a parecchi o a tutti i pazienti non venivano offerti farmaci antiretrovirali (questi studi erano effettuati da CDC, NIH, altri governi, Aids program dell'ONU).
Un gruppo del WHO nel 1994 a Ginevra cercò di fornire una giustificazione affermando: "I trials controllati con placebo, offrono la miglior opzione per una valutazione rapida e scientificamente valida di un regime alternativo di farmaci, per prevenire la trasmissione dell'HIV".
Questi trials apparirono essere in evidente conflitto con le linee guida per le ricerche internazionali, recentemente pubblicate (Levine 1993) dal CIOMS, che affermavano: "gli standard etici applicati dovrebbero essere tanto impegnativi sia che la ricerca sia eseguita dentro una nazione che in un'altra nazione".
Infatti uno scisma tra universalismo etico e il pluralismo etico era già evidente prima della revisione del 1993 delle linee guida CIOMS (Levine 1993).

### Quarta revisione
La quarta fu una delle revisioni più importanti, in quanto aggiunse la frase: "Questo non esclude l'uso di placebo inerti in studi ove non esista alcun provato metodo diagnostico o terapeutico". Questa aggiunta all'Articolo II.3, che di fatto restringeva l'uso del placebo nei trials clinici, portò la FDA a ignorare questa e le revisioni successive, che segue quindi la terza revisione (attualmente considerata non valida dalla WMA). L'Unione europea, comunque, attualmente utilizza la versione del 1996.

## Quinta revisione o revisione di Edinburgh (2000)

### Background
Dopo la quarta revisione del 1996, vi furono pressioni per ottenere una revisione più radicale della dichiarazione (Levine 1999). Ne nacquero i seguenti dibattiti:
- il dibattito sulla vertenza se fosse etico effettuare trials clinici in paesi in via di sviluppo, fu anche sottolineata una discrepanza fondamentale nelle decisioni per cambiare la struttura degli studi in Thailandia, ma non in Africa.[11]
- La questione sull'uso del placebo, che fece nascere questioni sullo standard di cura nelle nazioni in via di sviluppo, come ha scritto ad esempio Marcia Angell (ex direttore di una delle più prestigiose riviste mediche mondiali: New England Journal of Medicine): "i soggetti umani, in ogni parte del mondo, devono essere protetti da un irriducibile insieme di standard etici".[11] In pratica la FDA iniziò a protestare, ritenendo il confronto con placebo, imprescindibile, ed ha cercato di fornirne le prove[12].Esistono prove opposte sulla inconsistenza del braccio con placebo[13]
- Ci si è chiesto se fosse necessaria la separazione tra studi terapeutici e non terapeutici[14]

La "American Medical Association" propose una revisione nel novembre di quell'anno e un proposito di revisione (17.C/Rev1/99) circolò negli anni seguenti causando un considerevole dibattito ed alcuni simposi e conferenze.
Le raccomandazioni includevano il limitare il documento a principi basi di guida.
Furono pubblicati molti editoriali che riflettevano una varietà di punti di vista che includevano preoccupazione che la Dichiarazione fosse indebolita da uno slittamento verso standard basati sull'efficienza e sull'utilità (Stockhausen 2000, Loff and Black 2000, Zion, Gillam and Loff 2000, Brennan 1999, Rothman, Michaels and Baum 2000), e un intero numero del Bulletin of Medical Ethics fu dedicato al dibattito. Alcuni videro un'imposizione di necessità statunitensi riversate sul mondo intero (sull'esempio dell'Ethical Imperialism di Marcia Angell) e resistettero anche ai più piccoli cambiamenti, anche ad un documento partizionato con principi fermi e commentari, come quello usato da CIOMS.
Brennan ha sintetizzato tutto ciò sostenendo:"I principi esemplificati dalla Dichiarazione corrente, rappresentano un delicato compromesso che dovremmo modificare solo dopo un'attenta discussione."

Comunque ciò che partì come una controversia intorno a una specifica serie di trials e dei loro disegni in Africa subsahariana, attualmente ha implicazioni potenziali in ogni ricerca.

### Quinta revisione
Nonostante il fallimento della maggior parte degli incontri centrati sulle revisioni e l'idea di molti per cui la dichiarazione dovesse rimanere immodificata o modificata solo minimamente, il workgroup,
formulò un testo che fu approvato dal Consiglio di WMA ed approvato dalla Assemblea generale il 7 ottobre 2000.
Essa si rivelò la revisione più vasta e con maggior contenzioso fino ad oggi.

Ciò fu in parte dovuto alla volontà di considerare gli sviluppi della ricerca biomedica fin dal 1975 (Riis 2000), giungendo quindi a una ristrutturazione del documento con inclusa la rinumerazione ed il riordino di tutti gli articoli. I cambiamenti sono sottolineati in questa tavola.

L'introduzione stabilisce i diritti dei soggetti e descrive le tensioni tra le necessità della ricerca per migliorare il benessere comune, ed i diritti dell'individuo.

Il principio base stabilisce un metodo per giudicare quanto una ricerca proposta, incontri gli aspettati standard etici
.
Tra le molte modifiche e da segnalare:
- Venne modificata la struttura base della Dichiarazione per cui da un testo strutturato su 3 capitoli fondamentali (Introduction con paragrafi non numerati, Basic Principles, Medical Research Combined with Professional Care (Clinical Research) e Non-therapeutic Biomedical Research Involving Human Subjects (Non-clinical Biomedical Research) composti invece da articoli numerati, si passa a una struttura con 3 capitoli (Introduction, Basic principles for all medical research, Additional principles for medical research combined with medical care) tutti numerati.
- Fu rimossa la distinzione tra ricerca terapeutica e non terapeutica. Introdotta nel documento originale, criticata da Levine (1999, 2000), fu rimossa per enfatizzare un'applicazione di principi etici più generale, ma l'applicazione dei principi ai volontari sani fu scritta a stento negli articoli 18, 19 ed in altri. Nell'articolo 16 viene segnalato che la ricerca con volontari sani è permessa. Ad essi si riferisce anche l'Articolo 8, descrivendoli come esseri particolarmente vulnerabili.[25]
- Furono inclusi, nel campo di applicazione della "review" etica, i tessuti umani e i dati (articolo 1), fu aggiunta la necessità di andare oltre le cure accettate, così come stabilisce il primato delle esigenze etiche su disposizioni legislative e regolamentari (articolo 9).
- La necessità di benefit alle comunità nelle quali la ricerca è condotta,
- dare attenzione ai problemi etici della sperimentazione condotta su coloro che non avranno beneficio dalla ricerca, come le nazioni in via di sviluppo nelle quali i farmaci innovativi non sono disponibili. Infatti l'articolo 19, introduce prima di tutto il concetto di giustizia sociale, ed estende il campo di applicazione da parte di privati per la comunità nel suo insieme, affermando che la ricerca è giustificata solo se vi è una ragionevole probabilità che le popolazioni in cui la ricerca è svolta possano avvantaggiarsi dai risultati della ricerca stessa.

Questo nuovo ruolo della Dichiarazione è stato sia denunciato che elogiato e sono state messe note a piè di pagina come chiarificazione (Carlson 2004).
- Venne segnalato nell'articolo 9 che i ricercatori devono essere a conoscenza dei regolamenti e leggi nazionali ed internazionali. Questo segna un grande cambio di rotta rispetto ai regolamenti precedenti in cui la Dichiarazione si autodefiniva come una traccia, una guida.[25]
- L'articolo 27 estese il concetto di pubblicazione etica, aggiungendo la necessità di divulgare l'eventuale conflitto di interessi (eco di cui agli articoli 13 e 22), e di includere un pregiudizio alla pubblicazione per comportamenti eticamente problematici.
- Venne affermato che nessuna esigenza etica, legale o regolamento, può modificare o ridurre alcuna delle protezioni per i soggetti umani previste da questa dichiarazione (Articolo 9).

Principi addizionali: 
Le revisioni più controverse (articoli 29 e 30) sono state poste in questa nuova categoria. Questi prevedibilmente, sono stati quelli che, come la quarta revisione, erano collegati al dibattito in corso a livello internazionale sulla ricerca sanitaria. Le discussioni (Christie 2000) indicano che è stata sentita la necessità di inviare un segnale forte che lo sfruttamento delle popolazioni povere utilizzate come uno strumento, attraverso ricerche dalle quali non trarrebbero alcun beneficio, era inaccettabile. In questo senso la dichiarazione ha assunto un valore di universalismo etico.
- L'articolo 29 afferma che l'uso del placebo (o l'assenza del trattamento) è lecito ove non esista un provato intervento profilattico, diagnostico o terapeutico. Negli studi clinici il comparatore è il miglior trattamento disponibile: Sorprendentemente, sebbene le parole non fossero modificate, ciò creò maggiori proteste rispetto alle revisioni precedenti. L'implicazione stava nel fatto che i placebo non sono permessi dove sono disponibili interventi efficaci. La questione placebo era già stata già ampiamente dibattuta prima della quarta revisione ma, con il tempo, la questione si intensificò ancora, mentre al contempo tutto ciò causava ancora controversie a livello internazionale.

Questa revisione implicava che, nella fase di progetto di uno studio, gli standard del mondo sviluppato debbano applicarsi in ogni ricerca condotta su soggetti umani, inclusi quelli nelle nazioni poco sviluppate.
La formulazione della quarta e quinta revisione, riflette la posizione presa da Rothman and Michel (1994), e Freedman et al. (1996), conosciuta come ortodossia del controllo attivo. La visione opposta , come espressa da Levine (1999) e da Temple e Ellenberg (2000) è riferita alla ortodossia del placebo, la quale afferma come i controlli con placebo siano scientificamente più efficienti e giustificabili quando il rischio di danno è basso. Questo punto di vista sostiene che ove non esista alcun standard di cure, per esempio nelle nazioni in via di sviluppo, i trials controllato con placebo siano appropriati. L'argomento utilitaristico (Elander and Hermerén 1995) suppone che lo svantaggio per pochi (così come la mancanza di potenziali interventi benefici), sia giustificabile per il vantaggio di molti futuri pazienti. Questi argomenti sono intimamente legati al concetto di giustizia distributiva, la equa distribuzione della responsabilità ed onere delle ricerche (Brennan 1999, Benatar 2001). Come avviene per molta parte della Dichiarazione, c'è uno spazio per l'interpretazione delle parole. Il miglior (trattamento) attuale (Best current) è stato interpretato come riferirsi a contesti globali o locali a seconda dei casi (Nuffield Council on Bioethics 2005).
- L'Articolo 30 introduce un altro nuovo concetto. Questo articolo secondo alcuni autori è considerato il più rilevante di tutta presente revisione. Infatti, dopo la conclusione dello studio, esso prevede che ai pazienti debba essere assicurato l'accesso al miglior intervento provato che scaturisca dallo studio. Altri problemi nascono dalla seguente considerazione: I soggetti traggono beneficio dal trial o non peggiorano, rispetto allo status quo prima del trials o rispetto alla non partecipazione (al trial) contro invece il danno di essere loro negato l'accesso a ciò (ovvero farmaci e/o trattamento) per cui essi hanno contribuito? Ci sono anche alcuni gli aspetti operativi che non sono chiari.

### Risultati
Data la mancanza del consenso di molti discussioni prima della quinta revisione, non deve sorprendere che il dibattito continui senza scemare (Macklin 2001, Williams 2004). Il dibattito su questi e relative discussioni rivela le differenze nelle prospettive tra le nazioni sviluppate e quelle in via di sviluppo. (Loff 2000, Schuklenk 2001; CMAJ 2003).

Zion e colleghi (Zion 2000, Loff and Black 2000, Loff 2000), hanno cercato di inquadrare il dibattito più attentamente, esplorando le più ampie discussioni sociali ed etiche, e le realtà di potenziali vite soggettive, così come riconoscere le limitazioni della completa universalità in mondi così differenti, quale il mondo occidentale ed i paesi in via di sviluppo. Come ha puntualizzato Macklin (2001) entrambi i concetti potrebbero essere giusti, in quanto la giustizia "is not an unambiguous concept (non è un concetto non ambiguo)".

## Nota di chiarificazioni aggiunta all'articolo 29 (Washington, 2002)
Nel 2002 e nel 2004, furono inserite alcune note di chiarificazione (note a piè di pagina) agli articoli 29 e 30. Ciò avvenne principalmente sotto la spinta degli USA (CMAJ 2003, Blackmer 2005), ed in particolare dalla FDA, che riteneva l'utilizzo del placebo fondamentale per determinare sicurezza, efficacia ed economicità dei farmaci studiati.

La chiarificazione del 2002, relativa all'articolo 29, fu la risposta a molte preoccupazioni per l'apparente posizione dell'Associazione Medica Mondiale sul placebo. Come attesta la WMA nella nota, sembravano esserci "diverse interpretazioni e possibili confusioni".

Vennero quindi sottolineatele le circostanze in cui un placebo poteva essere "eticamente accettabile", vale a dire:
- "per imprescindibili... motivi di ordine metodologico" o
- "per condizioni minori" ove "il rischio di danni seri od irreversibili", è considerato basso.

Effettivamente ciò spostò la posizione del WMA a quella che è stata considerata una "falsa via di mezzo" (Emmanuel 2001, Huston 2001). Data la totale mancanza di consenso tutto ciò ha meramente spostato il piano del dibattito che ora è esteso all'uso o meno del disgiuntivo "o". Per questa ragione le note a piè di pagina, indicano che la dicitura deve essere interpretata alla luce di tutti gli altri principi della Dichiarazione.

## Nota di chiarificazioni aggiunta all'articolo 30 (Tokyo, 2004)
L'articolo 30 fu dibattuto ulteriormente al meeting del 2003, con un'altra chiarificazione proposta (CMAJ 2003), che non diede origine ad alcuna convergenza, si pospose quindi la decisione di un altro anno (De Roy 2004, WMA 2003). Un nuovo gruppo di lavoro nel gennaio 2004 esaminò l'articolo 30, e consigliò la non modifica.
Più tardi, nello stesso anno, la American Medical Association propose un'ulteriore nota di chiarificazione, che fu incorporata (Blackmer 2005). In questa chiarificazione il dovere della cura post-trial divenne un'opzione da considerare, non una garanzia assoluta.
Nonostante questi cambiamenti, come previsto da Macklin, il consenso non fu conclusivo e la dichiarazione fu considerata da alcuni, distaccata dal pensiero contemporaneo (Lie 2004); sul futuro della Dichiarazione calarono molte ombre (Wolinsky 2006).

## Sesta revisione (Seul, 2008)
La sesta revisione ebbe inizio nel maggio 2007. Essa consisteva in un invito a presentare elementi nuovi, ricerca completata nell'agosto 2007.
Nel novembre 2007, fu fatto un abbozzo di revisione
furono effettuate nuove consultazioni fino a febbraio 2008, e si giunse al workshop di Helsinki in marzo.
Questi commenti furono inseriti in una seconda bozza in maggio.
Vi furono ulteriori Workshop al Il Cairo e San Paolo e furono aggiunti commenti nell'agosto 2008.
Il testo finale venne quindi sviluppato da un gruppo di lavoro per un successivo esame da parte di un Comitato Etico e, infine, l'Assemblea generale lo approvò il 18 ottobre. Il dibattito pubblico fu relativamente più facile e scorrevole rispetto ai precedenti cicli, ed in generale di supporto. 
Un input venne fornito da un ampio numero di sorgenti, alcuni dei quali sono stati pubblicati, come ad esempio il Feminist Approaches to Bioethics,
il CIOMS ed il governo degli Stati Uniti.

## Principi
La dichiarazione lega moralmente ogni medico, ed oltrepassa qualsiasi disposizione legislativa o regolamento nazionale o locale, se la dichiarazione prevede un maggior livello di protezione delle persone rispetto al secondo. I ricercatori devono sempre rispettare la legislazione locale, ma si devono tenere allo standard più elevato.

### Principi base
I principi fondamentali sono:
- rispetto dell'individuo (articolo 8),
- diritto di autodeterminazione ed il loro diritto ad ottenere una decisione dopo adeguata spiegazione (articoli 20, 21 e 22) per quanto riguarda la partecipazione alla ricerca, sia inizialmente che durante il corso della ricerca stessa.
- dovere del ricercatore di salvaguardare la salute del paziente (articoli 2, 3 e 10) o del volontario (articoli 16, 18),
- sottolineatura sempre la necessità della ricerca (articolo 6)
- precedenza sempre del benessere del soggetto sugli interessi della società (articolo 5),
- le considerazioni etiche devono essere sempre prioritarie rispetto alle leggi o regolamenti (articolo 9).
- riconoscere che una crescente vulnerabilità dell'individuo e di gruppi obbliga a una speciale vigilanza (articolo 8).
- riconoscere che quando il soggetto partecipante alla ricerca è incompetente, incapace fisicamente o mentalmente di dare un consenso informato, o è minore (articoli 23 o 24), il permesso dovrebbe essere considerato per consenso surrogato da una persona che agisce per il miglior interesse del soggetto. Nel qual caso il loro assenso deve ancora essere ottenuto in tutti i modi possibili (articolo 25).

### Principi operazionali
Le ricerche dovrebbero:
- essere basate su una conoscenza approfondita del background scientifico (articolo 11),
- essere basate su un'attenta valutazione di rischi e benefici (articolo 16 e 17),
- avere una ragionevole probabilità di beneficio a vantaggio della popolazione studiata (articolo 19) * essere condotta da investigatori adeguatamente addestrati (articolo 15) utilizzando protocolli approvati,
- soggette ad esame etico indipendente di supervisione e da un comitato correttamente convocato (articolo 13).
- il protocollo dovrebbe mirare ai problemi etici e segnalare che esso è in aderenza alla Dichiarazione (articolo 14).
- gli studi dovrebbero essere interrotti se le informazioni disponibili segnalano che le considerazioni originali non sono più soddisfatte (articolo 17).
- le informazioni riguardo allo studio dovrebbero essere disponibili pubblicamente (articolo 16). Etiche pubblicazioni si estendono alla pubblicazione dei risultati e alla considerazione di qualsiasi potenziale conflitto di interessi (articolo 27)
- le indagini sperimentali dovrebbero essere confrontate con i migliori metodi, ma in determinate circostanze può essere utilizzato un braccio con placebo o con nessun trattamento (articolo 29).
- Dopo il completamento dello studio, gli interessi del soggetto dovrebbero essere parte della valutazione etica globale, compresa l'assicurazione all'accesso alle migliori cure provate (articolo 30).
- ove possibile, metodi non provati devono essere verificati nel contesto della ricerca in cui non vi è ragionevole convinzione di possibili benefici (articolo 32).

### Linee guida addizionali
I ricercatori si trovano spesso nella posizione di dover seguire diversi codici o linee guida, è quindi richiesta loro la comprensione delle differenze tra di loro. Uno di questi è la Good Clinical Practice (GCP), ovvero una guida internazionale, mentre ogni nazione può anche avere regole locali come il Common Rule, negli USA, in aggiunta alle richieste del FDA e dell'Ufficio per la Human Research Protections (OHRP) di quella nazione. Esiste una quantità di strumenti per compararli.
Altre nazioni posseggono guide con regole simili, come il Tri-Council Policy Statement in Canada. 
Le linee guida internazionali includono quelle del CIOMS, del Nuffield Council on Bioethics e dell'UNESCO.

## Settima revisione (64th WMA General Assembly, Fortaleza, Brazil, October 2013)
Vedi https://web.archive.org/web/20131517225800/http://www.wma.net/en/30publications/10policies/b3/

## Attualmente
Le controversie e le divisioni nazionali sul testo continuano ad libitum.
- La FDA statunitense ha rifiutato la versione del 2000 e le successive revisioni, riconoscendo solo la terza revisione (1989) (Wolinsky 2006) e, nel 2006, annunciò che voleva abolire tutti i riferimenti alla dichiarazione.

Dopo alcune consultazioni, che si esprimevano con preoccupazione, il 28 aprile 2008, da dichiarato che gli studi clinici effettuati al di fuori degli USA non avrebbero divuto seguire la dichiarazione di Helsinki, ma il Good Clinical Practice a partire dall'ottobre 2008. Ciò ha fatto nascere in tutti gli stati, eccetto gli USA, una serie di preoccupazioni riguardo alla possibile (se non probabile) scarsezza di protezione per i soggetti delle ricerche Il training per la protezione dei soggetti umani utilizzati nelle ricerche del National Institutes of Health (agenzia governativa statunitense per la ricerca biomedica) non fa più riferimento alla Dichiarazione di Helsinki.
- La Commissione europea, fa riferimento invece alla quarta revisione (1996). Ma la posizione è comunque è ambigua se non pilatesca.

A tutto ciò fa da contraltare:
- L'Organizzazione mondiale della sanità, richiede (nelle proprie linee guida per pubblicare un lavoro scientifico nelle sue pagine) che sia svolto secondo le direttive della Dichiarazione di Helsinki[48]
- l'International Committee of Medical Journal Editors (cosiddetto Vancouver Group) impone la segnalazione se lo studio sia o non sia in accordo con Helsinki nella versione del 1975 e rivisita del 2000.
- L'Ottawa statement è un documento che mira ad incrementare la registrazione dei trials clinici. Questo consensus ritiene che la disponibilità pubblica di tutti i trials clinici, non può far altro che aumentare l'integrità etica e scientifica nella ricerca medica.

Questa mancanza di uniformità non fa altro che far risaltare, di fatto, la non obbligatorietà di tale dichiarazione.

### Approfondimento su voci particolari
- Articolo 29. In pratica la quinta revisione vieta l'uso del placebo e lo permette solo quando non esistono trattamenti efficaci. Le note di chiarificazione del 2002 lo permettono (come detto sopra) per imprescindibili ragioni di ordine metodologico, ed in situazioni minori, se non creano rischio e danno ai soggetti. La sesta revisione si pone in una posizione intermedia tra quella del 2000 e quella del 2002 (con le note aggiuntive all'articolo 29). Infatti non viene segnalato l'assenso per le condizioni minori e si lega l'assenso per motivi di imprescindibile ordine metodologico all'assenza di danni e rischi.

## Paralleli con altre regolamentazioni su voci particolari

### Best current treatment (miglior trattamento disponibile)
Esiste un dibattito molto importante sullo standard delle cure che devono essere fornite ai partecipanti durante le ricerche svolte nei paesi in via di sviluppo. 
In pratica ci si chiede se debba essere fornito al gruppo di controllo, una volta uscito dalla sperimentazione, il miglior trattamento disponibile (universal standard of care) oppure il trattamento disponibile in accordo al contesto locale o regionale (non universal standard of care). 
- Nella Dichiarazione di Helsinki si sostiene che debbano ricevere lo stesso trattamento che otterrebbero nei paesi ricchi (universal standard of care).
- Nel CIOMS 2002 si ritiene che ciò non sia possibile nei seguenti casi:
  - Se si vuole comparare un nuovo trattamento con un trattamento disponibile in quel contesto.
  - Se si vuole perfezionare un trattamento disponibile localmente
  - Viene specificato che lo standard delle cure deve essere definito in consultazioni con coloro che lavorano nazione e deve essere giustificato da un comitato etico: viene anche segnalato (cosa ovvia) come i comitati etici locali diventino via via più simpatetici all'uso di standard regionali e locali come comparatori.

### Utilizzo del placebo
- Nella Dichiarazione di Helsinki il placebo è ammesso solo:
  - per imprescindibili... motivi di ordine metodologico ove comunque il rischio di danni seri od irreversibili, sia considerato basso. Una cautela estrema deve essere usata per evitare abusi. oppure
  - quando nessun trattamento sia al momento dello studio sia ritenuto efficace
- Nel CIOMS 2002 i soggetti dovrebbero essere confrontati con un intervento efficace e confermato. In alcune circostanze sarebbe accettabile l'uso di un braccio con placebo o nessun trattamento. Il placebo è ammesso solo:
  - quando non esiste un intervento efficace e di consenso,
  - quando la mancanza di questo intervento efficace e di consenso potrebbe esporre il soggetto al massimo a malesseri non gravi o ad un ritardo nella soppressione dei sintomi;
  - quando l'uso di un intervento efficace e di consenso come comparazione, non fornirebbe risultati scientificamente affidabili e l'uso del placebo non aggiungerebbe alcun rischio di danno irreversibile ai soggetti.

Nonostante queste affermazioni di principio il CIOMS ammette un utilizzo eccezionale del placebo in studi per sviluppare interventi terapeutici, preventivi o diagnostici in nazioni o comunità nelle quali non siano disponibili attualmente od in un futuro prossimo (solitamente per motivi economici o logistici). Se l'intervento studiato dovesse rendersi efficace e sicuro, esso dovrebbe essere reso disponibile per la popolazione.
- Per il Nuffield Council on Bioethics, l'uso del placebo è ammissibile a seconda della natura dello studio.

Per esempio si fa il caso della oncocercosi in cui si voglia comparare un nuovo farmaco (ivermectina) contro i vecchi farmaci (dietilcarbamazina o DEC e suramina), tossici. In questo caso secondo gli autori sarebbe molto meglio utilizzare i placebo.
- Il Good Clinical Practice è molto più libero nell'utilizzo del placebo. Nella lettura dei documenti appare evidente come uno degli scopi di tale documento sia aggirare le restrizioni all'utilizzo del placebo nella Dichiarazione di Helsinki.
- La Agenzia europea per i medicinali (EMEA), con dichiarazioni ambigue, segue i GCP e contemporaneamente la Dichiarazione di Helsinki.

## Futuro
La dichiarazione ha sicuramente avuto, fino ad alcuni anni fa, un ruolo centrale nel guidare la ricerca clinica: attualmente il suo futuro è messo in questione.
I problemi sono:
- È evidente come la continua nascita di linee guida non fa altro che confondere e rendere meno centrata ed irrilevante la Dichiarazione.[52]
- L'apparente conflitto tra i documenti CIOMS e Nuffield Council.
- Altra domanda è se esso debba concentrarsi su principi fondamentali piuttosto che essere più prescrittiva. È infatti cresciuta continuamente e si è confrontata alle più frequenti revisioni (Carlson 2004). Le recenti polemiche minano l'autorità del documento, così come l'apparente diserzione dei principali organismi, e qualsiasi riformulazione deve abbracciare profondamente e ampiamente valori, in quanto una continua spostamento del testo ne minano l'autorevolezza.
- La Dichiarazione almeno nella sua formulazione originale e nelle quattro successive, pur riconoscendo l'importanza della ricerca, la subordinava all'attenzione sulla responsabilità dei ricercatori nel proteggere i soggetti utilizzati nella ricerca stessa. Dalla quinta revisione si assiste ad un nuovo bilanciamento: lo scopo è sempre più spinto verso la ricerca scientifica (pur rimanendo il fine indirizzato al beneficio di futuri pazienti (DoH, 2000).[53]

## Cronologia
- 1964: versione originale. 18th Meeting, Helsinki
- 1975: Prima revisione. 29th Meeting, Tokyo
- 1983: Seconda revisione. 35th Meeting, Venice
- 1989: Terza revisione. 41st Meeting, Hong Kong
- 1996: Quarta revisione. 48th Meeting, Somerset West (SA)
- 2000: Quinta revisione. 52nd Meeting, Edinburgh
- 2002: Prima chiarificazione, Washington
- 2004: Seconda chiarificazione, Tokyo
- 2008: Sesta revisione, 59th Meeting, Seoul

## Altri codici e regolamenti
- Codice di Norimberga
- Belmont Report
- CIOMS
- Nuffield Council on Bioethics

### Articoli

#### 1964-1989
- Riis P. Planning of scientific-ethical committees. BMJ 1977 2: 173-4, su pubmedcentral.nih.gov.

#### 1990-1999
- Studdert DM, Brennan TA, Clinical trials in developing countries: scientific and ethical issues, in The Medical Journal of Australia, vol. 169, n. 10, novembre 1998,  pp. 545-8, DOI:10.5694/j.1326-5377.1998.tb123406.x, PMID 9861913.
- McNeill PM, Should research ethics change at the border?, in The Medical Journal of Australia, vol. 169, n. 10, novembre 1998,  pp. 509-10, DOI:10.5694/j.1326-5377.1998.tb123394.x, PMID 9861904.
- Lurie P, Wolfe SM, Proposed revisions to the Declaration of Helsinki. Paving the way for globalization in research, in The Western Journal of Medicine, vol. 171, n. 1, luglio 1999,  p. 6, PMC 1305720, PMID 10483334.

#### 2000-2008
Prima della quinta revisione
- KJ Rothman, Declaration of Helsinki should be strengthened, in BMJ (Clinical Research Ed.), vol. 321, n. 7258, 2000,  pp. 442-5, DOI:10.1136/bmj.321.7258.442, PMC 1127802, PMID 10938059.

Dopo la quinta revisione
- Lilford RJ, Djulbegovic B, Declaration of Helsinki should be strengthened : Equipoise is essential principle of human experimentation, in BMJ, vol. 322, n. 7281, febbraio 2001,  pp. 299-300, DOI:10.1136/bmj.322.7281.299/a, PMC 1119536, PMID 11157551.
- JA Lewis, B Jonsson, G Kreutz, C Sampaio e B Van Zwieten-Boot, Placebo-controlled trials and the Declaration of Helsinki, in Lancet, vol. 359, n. 9314, 2002,  pp. 1337-40, DOI:10.1016/S0140-6736(02)08277-6, PMID 11965296.
- H Frankish, WMA postpones decision to amend Declaration of Helsinki. Working group will consider controversy over sponsors' duties to provide treatment at study end, in Lancet, vol. 362, n. 9388, 2003,  p. 963, DOI:10.1016/S0140-6736(03)14398-X, PMID 14513842.
- Ruth MacKlin, Bioethics, Vulnerability, and Protection, in Bioethics, vol. 17, 5–6, 2003,  pp. 472-86, DOI:10.1111/1467-8519.00362, PMID 14959716.
- D Zion, Justice as equitable power relations: beyond the "standard of care" debate and the Declaration of Helsinki, in The American Journal of Bioethics, vol. 3, n. 2, 2003,  pp. 34-35, DOI:10.1162/152651603322874906, PMID 14635633.
- U Schuklenk, The standard of care debate: against the myth of an "international consensus opinion", in Journal of Medical Ethics, vol. 30, n. 2, 2004,  pp. 194-7, DOI:10.1136/jme.2003.006981, PMC 1733846, PMID 15082817.
- Williams JR, The Physician's Role in the Protection of Human Research Subjects, in Science and Engineering Ethics, vol. 12, n. 1, 2006,  pp. 5-12, DOI:10.1007/pl00022264, PMID 16501643.
- Carlson RV, van Ginneken NH, Pettigrew LM, Davies A, Boyd KM, Webb DJ, The three official language versions of the Declaration of Helsinki: what's lost in translation?, in J Med Ethics, vol. 33, n. 9, 2007,  pp. 545-548, DOI:10.1136/jme.2006.018168, PMC 2598189, PMID 17761826.
- S Frewer A, Schmidt U, eds. History and theory of human experimentation: the Declaration of Helsinki and modern medical ethics. Stuttgart: Franz Steiner Verlag, 2007.
- M. D E Goodyear, K. Krleza-Jeric e T. Lemmens, The Declaration of Helsinki, in BMJ, vol. 335, n. 7621, 2007,  pp. 624-5, DOI:10.1136/bmj.39339.610000.BE, PMC 1995496, PMID 17901471.

Dopo la sesta revisione
- WMA News: Revising the Declaration of Helsinki. World Medical Journal 2008; 54(4): 120-25[collegamento interrotto]
- D. Normile, ETHICS: Clinical Trials Guidelines at Odds With U.S. Policy, in Science, vol. 322, n. 5901, 2008,  p. 516, DOI:10.1126/science.322.5901.516, PMID 18948510.

### WMA
- WMA Press Release: WMA revises the Declaration of Helsinki. 9 October 2000, su wma.net. URL consultato l'11 novembre 2008 (archiviato dall'url originale il 27 settembre 2006).
- WMA Press Release: WMA to continue discussion on Declaration of Helsinki. 14 September 2003, su wma.net. URL consultato l'11 novembre 2008 (archiviato dall'url originale il 17 novembre 2008).
- International response to Helsinki VI (2000). WMA 2001 (PDF), su wma.net. URL consultato l'11 novembre 2008 (archiviato dall'url originale il 13 novembre 2008).

### Training
- U.S. National Institutes of Health (NIH) - Protecting Human Subject Research Participants, su phrp.nihtraining.com.

| Controllo di autorità | GND (DE) 4336327-1 |